# Mòng biển mỏ đen
Chroicocephalus bulleri là một loài chim trong họ Laridae.

## Hình ảnh

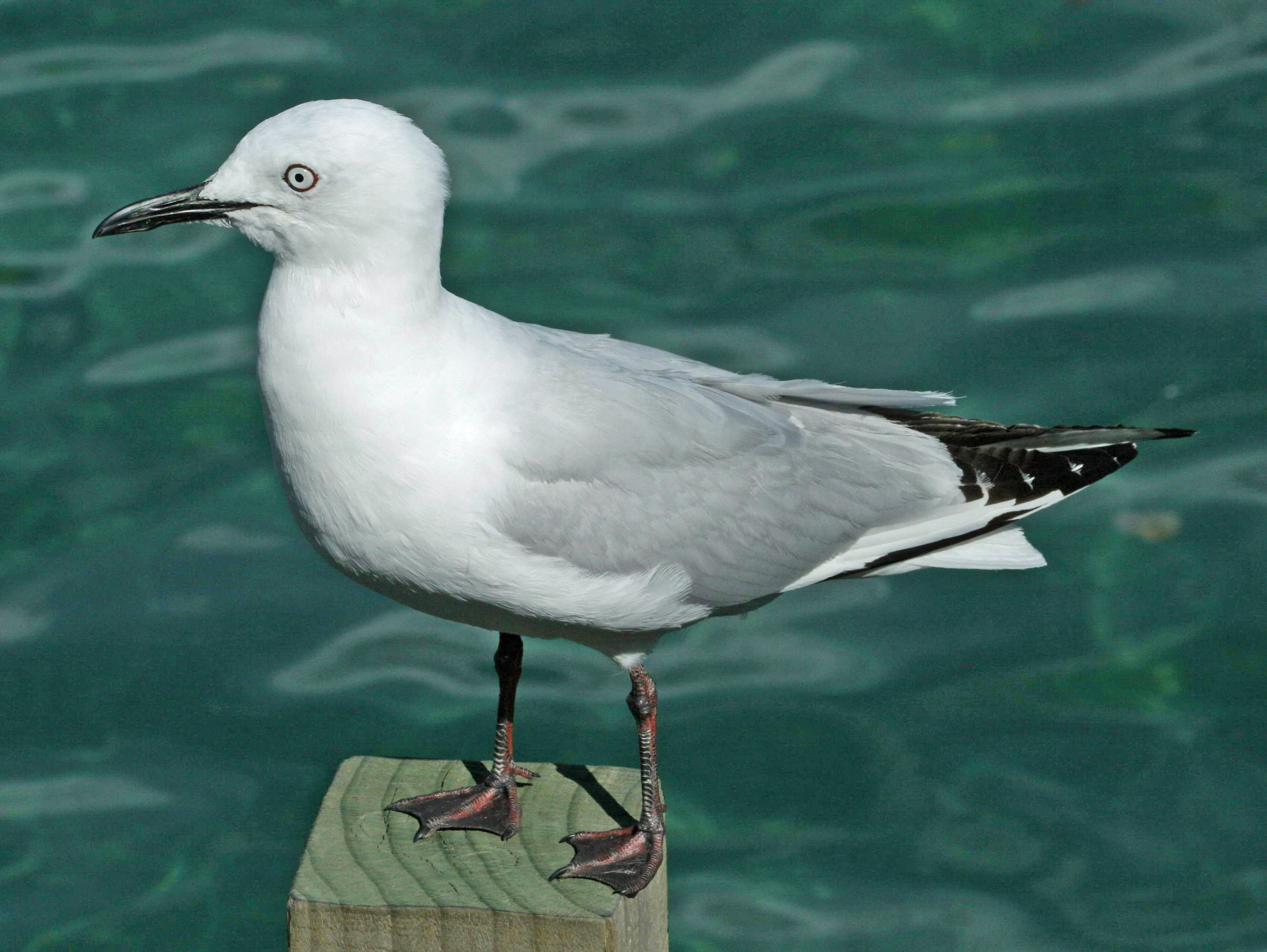
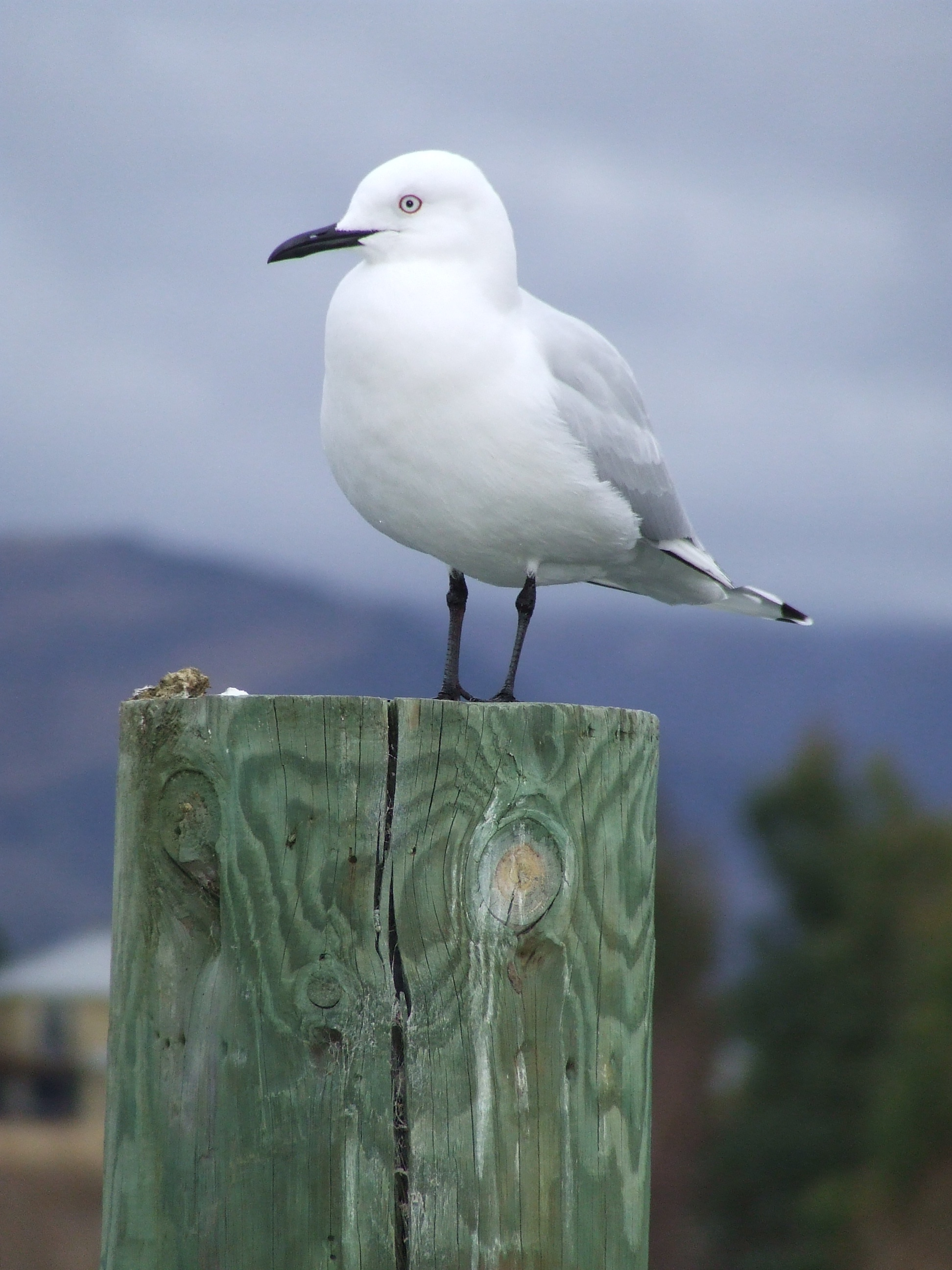
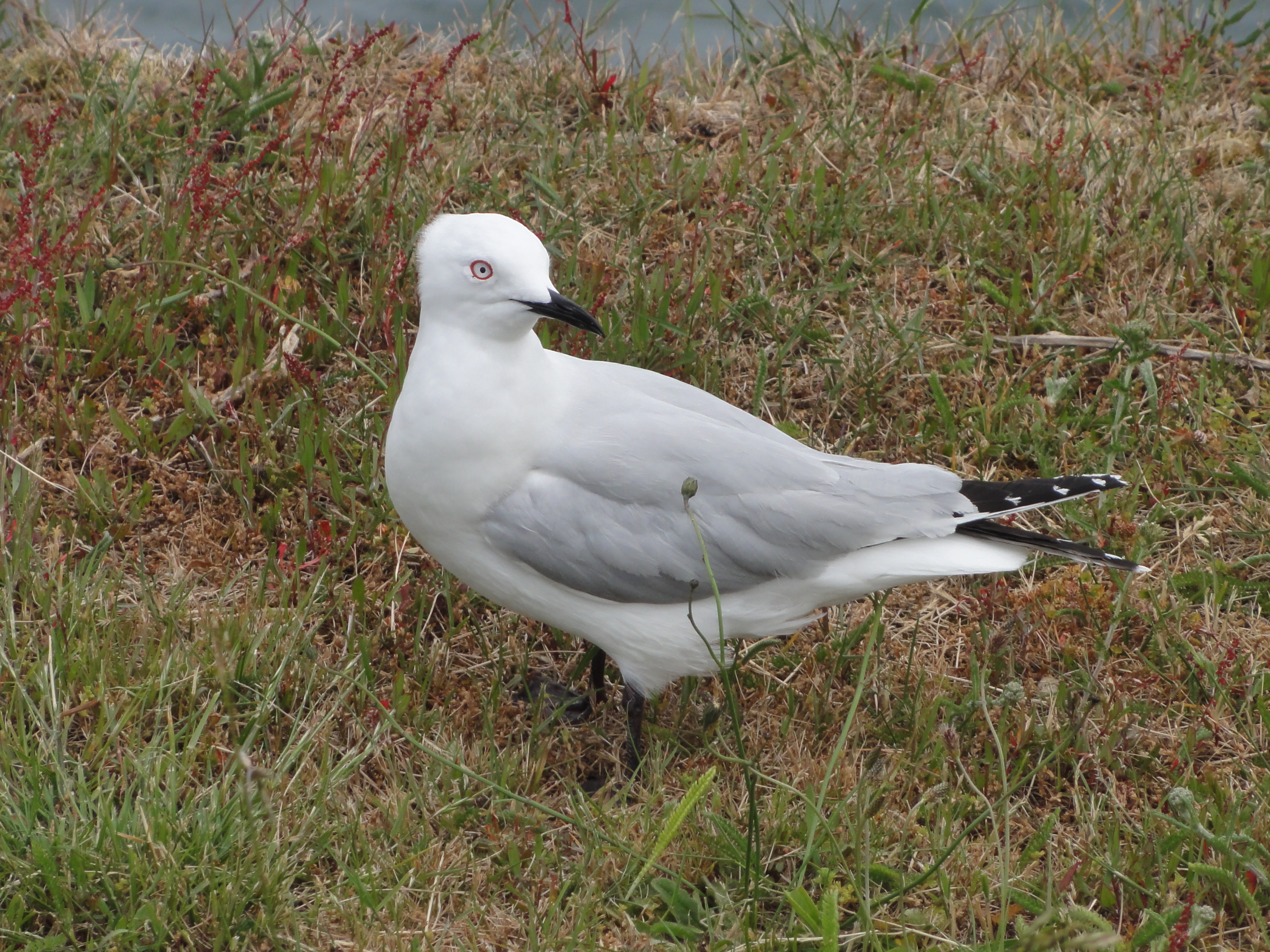
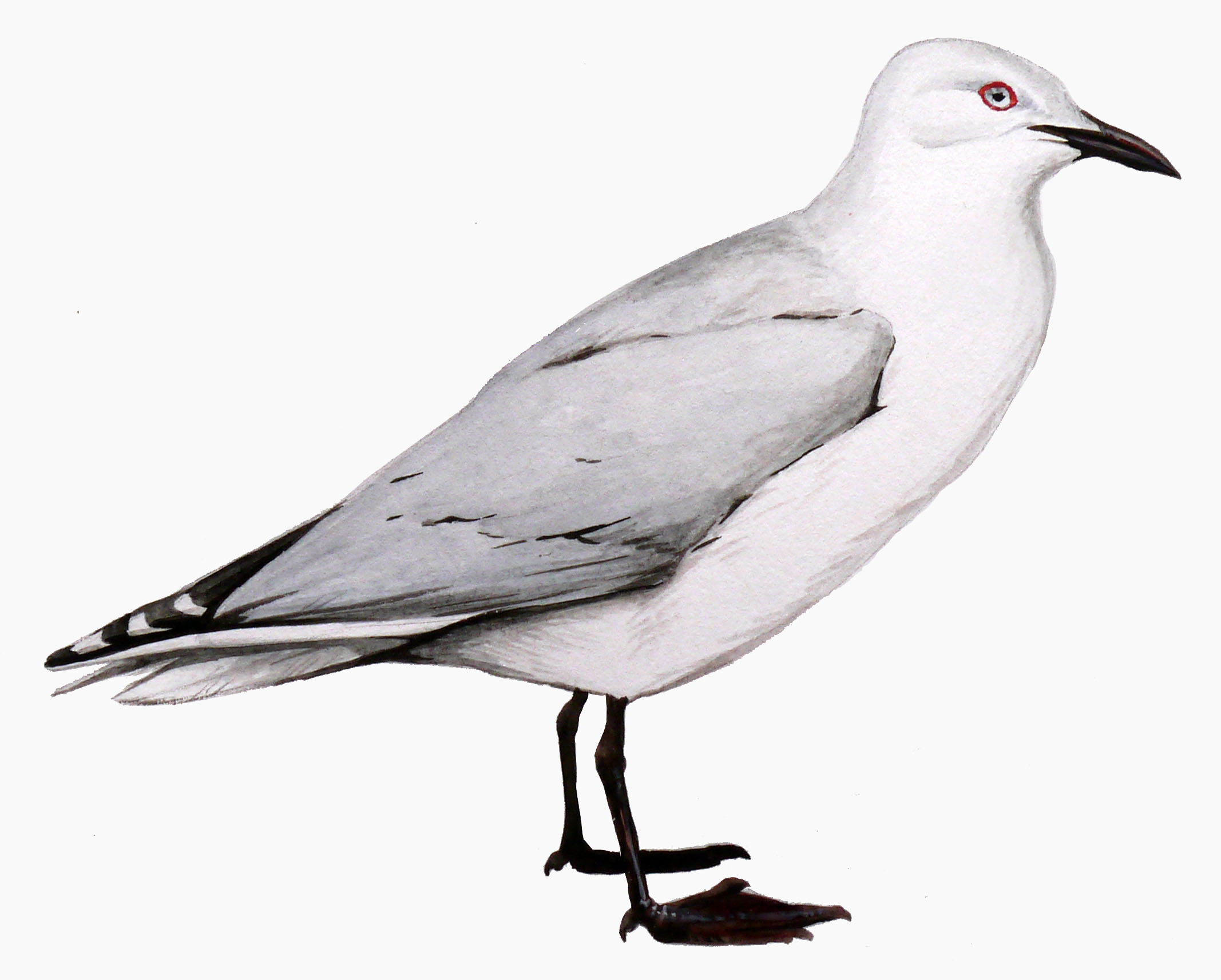